# Мука Ярослав Васильович
Ярослав Васильович Мука (нар. 16 грудня 1958, Осинники, Кемеровська область, РРФСР) — український театральний актор, народний артист України.

## Життєпис
У 1975—1978 навчався в навчально-театральній студії підготовки акторських кадрів при театрі ім. М. Заньковецької.
В 1995 році знявся у фільмі «Атентат — Осіннє вбивство у Мюнхені» про повоєнну долю загонів УПА. У 2000 році — у фільмі «Нескорений». В обох фільмах зіграв Степана Бандеру.

## Ролі в театрі
- «Амадей» Пітер Шеффер — Граф Йоган Кіліан фон Штрех;
- «Блакитна троянда» Леся Українка — Яків Григорович Проценко;
- «Пані міністрова» Бранислав Нушич — Доктор Нинкович;
- «Полліанна» Елеонор Портер — Джон Пендлтон;
- «Візит літньої пані» Фрідріх Дюрренматт — Учитель;
- «Небилиці про Івана, знайдені в мальованій скрині з написами» Іван Миколайчук — Перший філозоп;
- «Гуцулка Ксеня» Ярослав Барнич — Яро, його братанок;
- «Державна зрада» Рей Лапіка — Генерал Леонтій Дубельт;
- «Неаполь-місто попелюшок» Надія Ковалик — Максим;
- «Наталка Полтавка» Іван Котляревський — Петро, коханий Наталки;
- «Ісус, син Бога живого» Василь Босович — Яків Заведеїв;
- «Невольник» Тарас Шевченко — Недобитий, бандурист;
- «Сільва» Імре Кальман — Феррі Керенес, його товариш;
- «Сто тисяч» Іван Карпенко-Карий — Гершко;
- «Сватання на Гончарівці» Григорій Квітка-Основ'яненко — Йосип Скорик;
- «Троє товаришів» Еріх-Марія Ремарк — Блюменталь;
- «Шаріка» Ярослав Барнич — Ференц Деркач;
- «Суботня вечеря» Шолом-Алейхем — Дядько Арончика;
- «Пропала грамота» Микола Гоголь — Дід Охрім, батько Василя;
- «Назар Стодоля» Тарас Шевченко — Кирик, сліпий Кобзар;
- «Коханий нелюб» Ярослав Стельмах — Граф;
- «Одруження» Микола Гоголь — Яєшня;
- «Історія коня» Лев Толстой — Князь Серпуховський;
- «Дама з собачкою» Антон Чехов — Гуров;
- «Циліндр» Едуардо де Філіппо — Аттіліо;
- «Симфонія сльози» Юрій Косач — Бортнянський в старості;
- «Безодня» Орест Огородник — Орест;
- «Різдвяна ніч» Михайло Старицький (за Миколою Гоголем) — Пацюк, старий запорожець;
- «Голий король» Євген Шварц — Міністр;
- «Труффальдіно з Бергамо» Карло Гольдоні — Брігелла;
- «Ревізор» Микола Гоголь — Аммос Федорович Ляпкін-Тяпкін;
- «Федра» Ж. Расін — Іполіт
- «Коза-дереза» М. Лисенко — рак
- «Маруся Чурай» Л. Костенко — Кобзар
- «Дами і гусари» О. Фредро — Едмунд
- «Згадайте, братія моя» Т. Шевченко — Степан
- «Меланхолійний вальс» О. Кобилянська, Б. Антків — Шварц
- «Йо радуйся, земле» — колядник
- «Чорна пантера, білий ведмідь» В. Винниченко — Янсон
- «Народний Малахій» М. Куліш — тенор, божевільний
- «Павло Полуботок» К. Буревій — Савич, Маркович, Ханенко
- «Орфеєве чудо» Леся Українка — раб-єгиптянин
- «Нірвана» О. Остовський — Лісецький
- «Мотря» Б. Лепний — Чуйкевич
- «Не вбивай» Б. Лепний — Чуйкевич
- «Батурин» Б. Лепний — Чуйкевич
- «Макбет» В. Шекспір — Банко
- «Діти Арбату» А. Рибаков — Шарок
- «Безталанна» І. Карпенко-Карий — Омелько
- «Гайдамаки» Т. Шевченко — Ярема
- «Ой не ходи, Грицю» М. Старицький — Гриць
- «Провінціалки» Я. Стельмах — Борис
- «Звичайна горошина» В. Данилевич — Корнелій
- «Філумена Мартурано» Е. де Філіппов — Умберто
- «Данило Галицький» В. Босовил — Лев
- «Дім, де розбиваються серця» Б. Шоу — Рендел
- «В степах України» О. Корнійчук — Олексій
- «Богдан Хмельницький» О. Корнійчук — Богун
- «Олекса Довбуш» В. Босовил — Дорко, Запорожець
- «Убий лева» О. Коломієць — Володя
- «Проводимо експеримент» В. Чергих — Шнурков
- «Арена» І. Фрідберг — Орландо
- «Василь Свистун» В. Герасимчук — Гордій
- «Гріх і покаяння» І. Карпенко-Карий — Кость
- «Гедда Габлер» Г. Ібсен — Асессор Брак
- «Вічний раб» В. Шевчук — Олізар
- «Ромео та Джульєтта» В. Шекспір — Капулетті
- «Літо в Ноані» Я. Івашкевич — Фернан
- «На межі» Леся Українка — Писар
- «Хазяїн» І. Карпенко-Карий — Ліхтаренко
- «Ніч на полонині» О. Олесь — Степан
- «Шаріка» Я.Барнич — Степан Балинський
- «А дощ все йде» О. Піддубна — Нортумберленд
- «Гамлет» В. Шекспір — перший актор
- «Мадам Боварі» Г. Флобер — Рудольф Буланже
- «Моя професія — сеньйор із вищого світу» Д. Скарніччі, Р. Тарабузі — Раймондо
- «Хоробрий півник» Н. Забіла, Б. Янівський — півник
- «Талан» М. Старицький — Жалівницький
- «Дядя Ваня» А. Чехов — Серебряков
- «Андрей» В. Герасимчук — Енкаведист
- «Для домашнього вогнища» І. Франко — Гірш
- «Доки сонце зійде, роса очі виїсть» М. Кропивницький — Воронов
- «Затюканий апостол» А. Макайонок — Батько
- «Івона, принцеса бургундська» В. Гамбрович — король
- «Кайдашева сім'я» І.Нечуй-Левицький — Кайдаш
- «Любий друг» Гі де Мопассан — Шарль Форестьє
- «Романтики» Е. Ростан — Бергамен
- «Любов і мундир» Ф. Мольнар — генерал Геттінген
- «Серенада для судженої» О. Пчілка, С. Мрожек — Перепелиця, Лис
- «Хелемські мудреці» М.Гершензон — Реб Нусе
- «Сава Чалий» І. Карпенко-Карий — Молочай
- «Валентин і Валентина» М. Рощин — Перехожий
- «Кафедра» В. Врублевська — Бризгалов
- «Замшевий піджак» С. Стратієв — пожежник
- «Два дні… Дві ночі…» Б. Ревкевич за В.Шекспіром — лейтенант Шренк
- «Серенада для судженої» О. Пчілка, С. Мрожек — Перепелиця, Лис
- «Валентин і Валентина» М. Рощин — Перехожий
- «Три ідеальні подружжя» А. Касон — Рохас

## Ролі в кіно
- 1995 — «Атентат — Осіннє вбивство в Мюнхені» — режисер Олесь Янчук — Степан Бандера
- 2000 — «Нескорений» — режисер Олесь Янчук — Степан Бандера
- 2004 — «Залізна сотня» — режисер Олесь Янчук — доктор Шувар
- 2008 — «Владика Андрей» — режисер Олесь Янчук — майор НКВД
- 2018 — «Таємний щоденник Симона Петлюри» — режисер Олесь Янчук — Антін Кравс, генерал-четар, командир армійської групи,